# 昭和村 (群馬県)
昭和村（しょうわむら）は、群馬県の北部にある村。利根郡に属する。赤城山の北西麓に位置し、北端から西端に向けて片品川及び利根川が流れ、大規模な河岸段丘を形成する。
2025年（令和7年）現在、日本国内において「昭和村」を名乗る自治体は、本村のほかに福島県昭和村が存在するのみである。

## 歴史

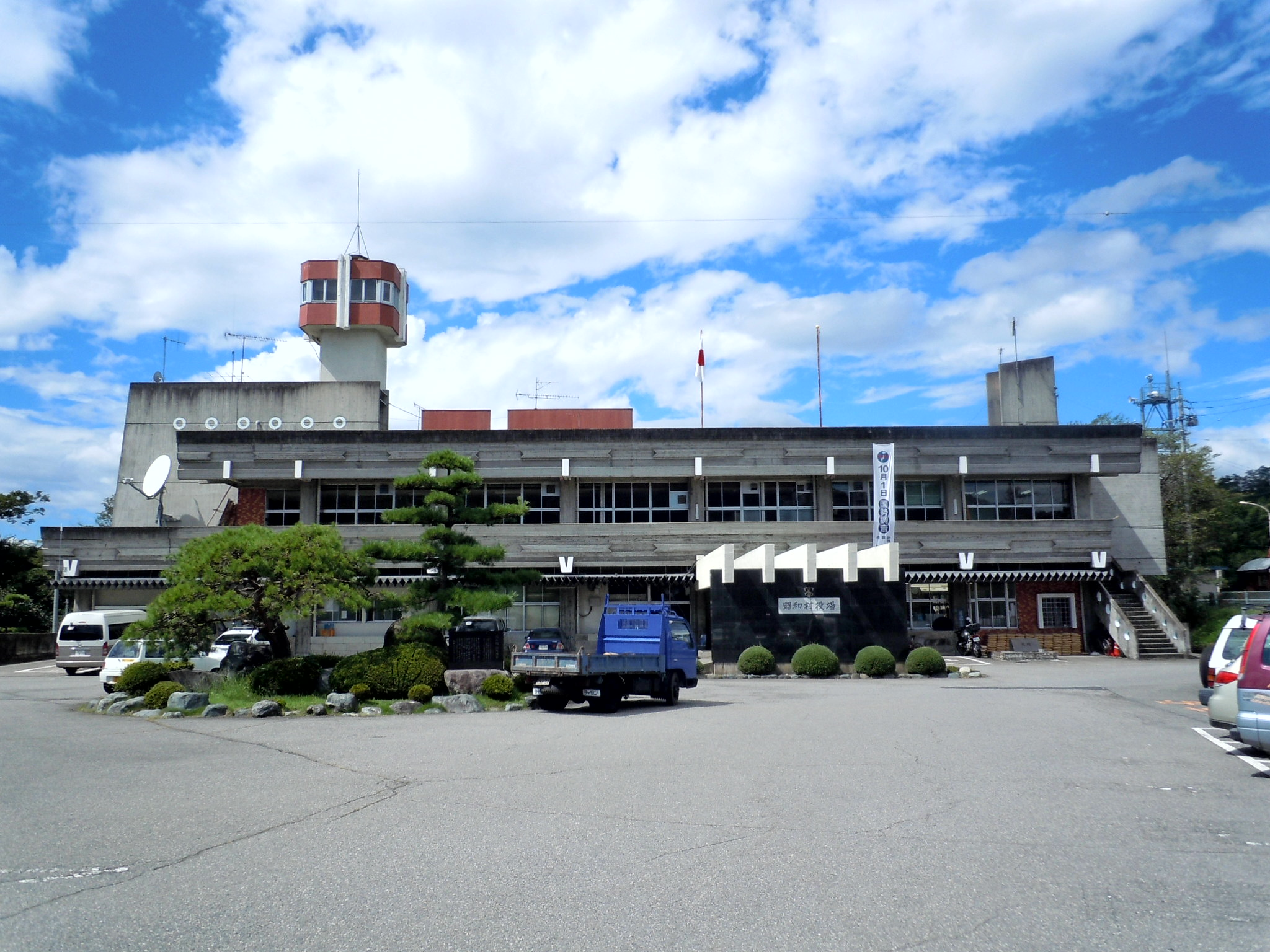
旧昭和村役場（2010年9月）

- 1958年（昭和33年）11月1日 - 利根郡久呂保村・糸之瀬村が新設合併し発足。
- 1961年（昭和36年）8月1日 - 利根村の一部（大字生越）が昭和村に編入。
- 2021年（令和3年）5月8日 - 村役場新庁舎（鉄骨造、地上3階）業務開始[1]。

## 人口
| |                                        |  |
| 昭和村と全国の年齢別人口分布（2005年） | 昭和村の年齢・男女別人口分布（2005年） |  |
| ■紫色 ― 昭和村 ■緑色 ― 日本全国 | ■青色 ― 男性 ■赤色 ― 女性              |  |
| 昭和村（に相当する地域）の人口の推移 \| 1970年（昭和45年） \| 8,590人 \| \| \| 1975年（昭和50年） \| 8,157人 \| \| \| 1980年（昭和55年） \| 8,263人 \| \| \| 1985年（昭和60年） \| 8,341人 \| \| \| 1990年（平成2年） \| 8,198人 \| \| \| 1995年（平成7年） \| 7,962人 \| \| \| 2000年（平成12年） \| 7,878人 \| \| \| 2005年（平成17年） \| 7,783人 \| \| \| 2010年（平成22年） \| 7,620人 \| \| \| 2015年（平成27年） \| 7,347人 \| \| \| 2020年（令和2年） \| 6,953人 \| \| |                                        |  |
| 総務省統計局 国勢調査より |                                        |  |
| 1970年（昭和45年） | 8,590人                                |  |
| 1975年（昭和50年） | 8,157人                                |  |
| 1980年（昭和55年） | 8,263人                                |  |
| 1985年（昭和60年） | 8,341人                                |  |
| 1990年（平成2年） | 8,198人                                |  |
| 1995年（平成7年） | 7,962人                                |  |
| 2000年（平成12年） | 7,878人                                |  |
| 2005年（平成17年） | 7,783人                                |  |
| 2010年（平成22年） | 7,620人                                |  |
| 2015年（平成27年） | 7,347人                                |  |
| 2020年（令和2年） | 6,953人                                |  |

## 行政・立法
- 村長：堤 盛吉（2012年5月31日就任・3期目）
- 村議会：定数12人

1970年に完成した旧村役場は、2010年の耐震診断で耐震性能は非常に低いとされた。2021年6月に新庁舎の工事が着工し、2023年5月8日から新庁舎での業務を開始することになった。1994年建設の西庁舎も改修される。

### 県議会
- 選挙区：利根郡選挙区
- 定数：1名
- 任期：2023年（令和5年）4月30日 - 2027年（令和9年）4月29日[3]

| 議員名 | 会派名     | 備考 |
| ------ | ---------- | ---- |
| 星野寛 | 自由民主党 |      |

### 衆議院
- 任期 ： 2024年（令和6年）10月27日 - 2028年（令和10年）10月26日（「第50回衆議院議員総選挙」参照）

| 選挙区                                        | 議員名     | 党派名     | 当選回数 | 備考   |
| --------------------------------------------- | ---------- | ---------- | -------- | ------ |
| 群馬県第1区（昭和村、前橋市、沼田市、利根郡） | 中曽根康隆 | 自由民主党 | 3        | 選挙区 |

## 警察
- 沼田警察署

## 消防
- 利根沼田広域消防本部
  - 中央消防署（沼田市高橋場町2049-1）

## 産業

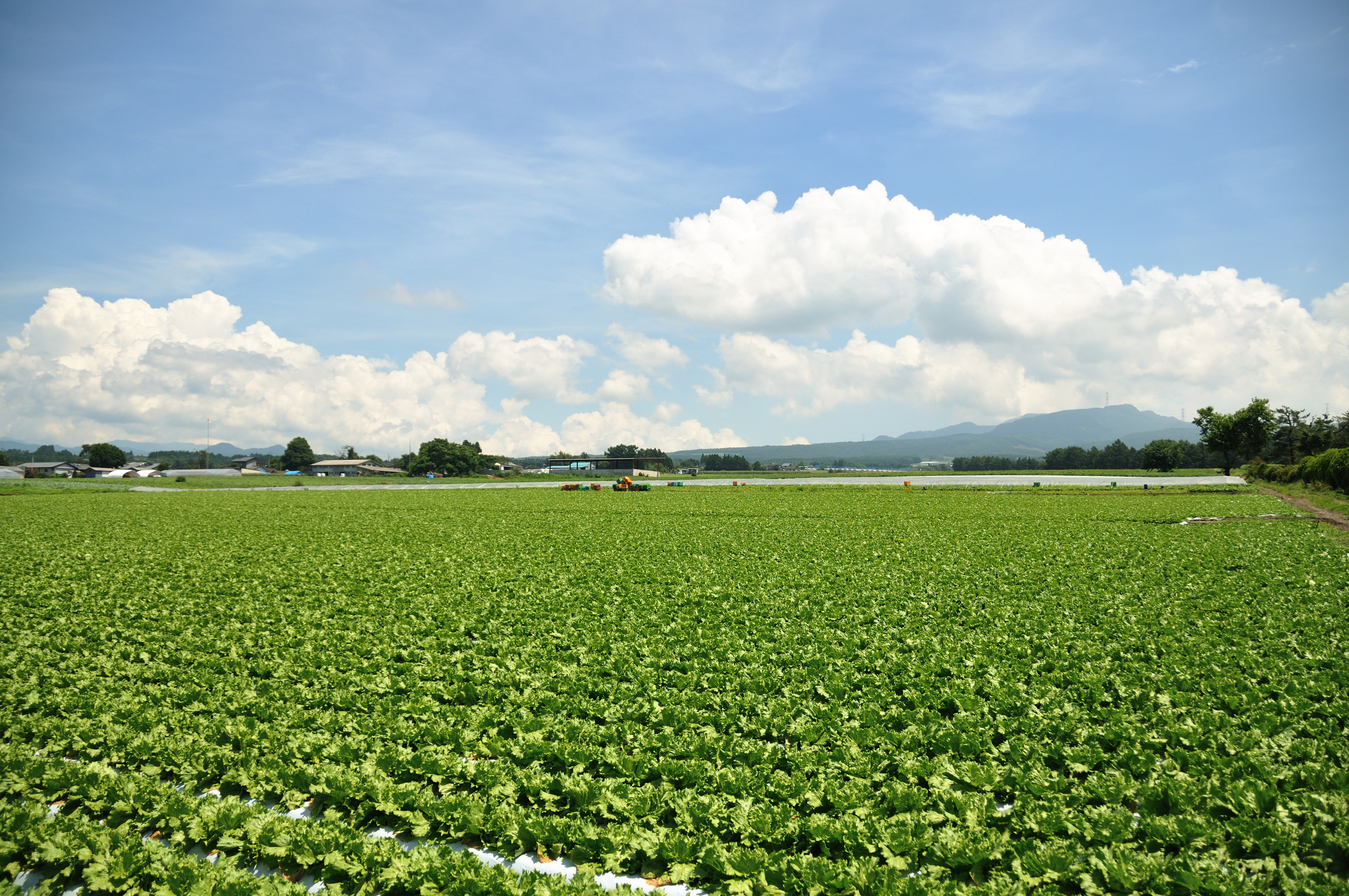
レタス畑。後方は赤城山。

農業が中心。収穫されたものは都市部や企業に出荷されるものも多くある。関越自動車道に近い地の利を活かした工業団地造成も行われている。

## 地域
- 中学校

村立昭和中学校
- 小学校

村立東小学校、村立南小学校、村立大河原小学校

## 交通

### 鉄道
- 村内に鉄道路線は通っていない。
  - 最寄り鉄道駅はJR東日本上越線岩本駅。沼田市内にあるが駅前の利根川の対岸は昭和村域であり、村域の一部は岩本駅から徒歩圏内にあるほか、デマンドバスも岩本駅から利用可能である。

### バス
- 村内に高速バス路線は通っていない。
- 路線バス - 昭和村営バス（関越交通に委託）が沼田市街地と昭和村各地を結んでいる。3路線運行されているが、いずれも沼田駅・岩本駅には停車しない。また3路線とも2023年3月25日よりデマンドバスの運行開始に伴い朝夕各1本のみの運行となっている。
- デマンドバス「ベジバス」 - 2023年3月25日より運行開始。電話または専用アプリで予約する方式のデマンドバス。沼田市内から利用する場合、従来の村営バス停留所のほか、国立沼田病院・利根中央病院・岩本駅から利用可能。

### 高速道路
- 関越自動車道（赤城高原サービスエリア、昭和インターチェンジ）

### 県道（主要地方道）
- 群馬県道65号昭和インター線

## 名所・旧跡・観光スポット・祭事・催事
- 温泉「昭和の湯」
- 農産物直売所「旬菜館」

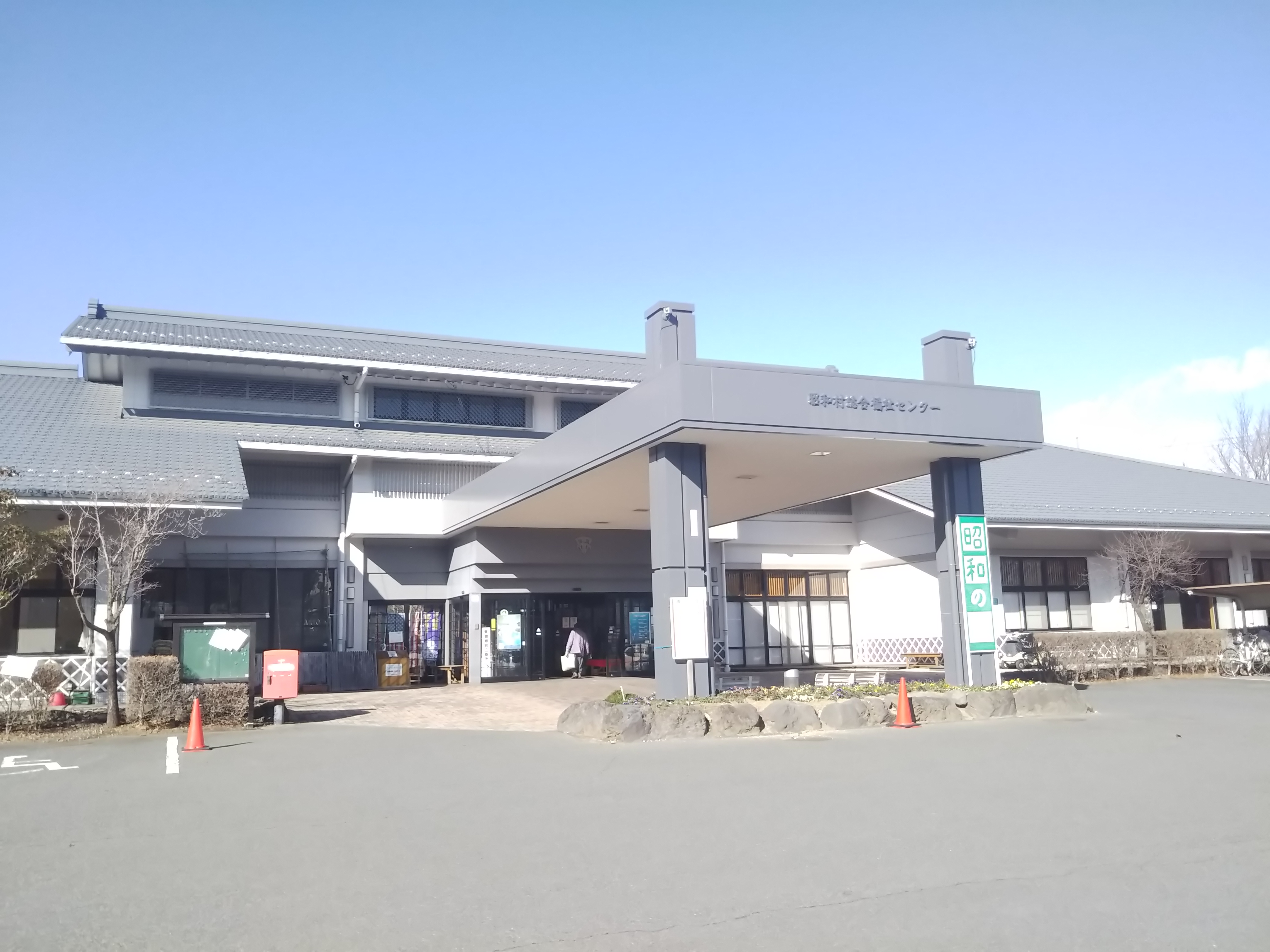
役場にほど近い、昭和村総合福祉センター（昭和の湯）

- イベント「昭和の秋まつり」 - 全国有数の農業生産地をPRし、また多くの村民が参加できるイベントをと、1998年から開かれている。[4]昭和村役場の企画課内の、実行委員会事務局が企画。

## 地域交流
2009年10月6日に、県内中之条町伊参とともに関東地方では初めて日本で最も美しい村連合に加盟した。
1972年に「横浜市赤城山市民活動センター」（のちの「横浜市少年自然の家　赤城林間学園」）が開設されたことを契機に、神奈川県横浜市との間で2013年に「横浜市と昭和村の友好・交流に関する協定」が締結されている。
2019年4月29日（平成最後の昭和の日）、福島県昭和村と連携して道の駅「あぐりーむ昭和」においてイベントを開催した。

## 出身有名人
- 堤貞夫 - 鉱床学者、早稲田大学名誉教授（旧：久呂保村）
- 高橋信夫 - 元プロ野球選手
- 小野中彰大 - 漫画家

## ゆかりのある人物
- 中村（武者）一雄 -「ビルマの竪琴」の水島上等兵のモデルといわれており雲昌寺前住職でもある。